# Belfort van Rijsel
Het Belfort van Rijsel is het belfort van het stadhuis van de Noord-Franse stad Rijsel (Lille). De toren is 101 meter hoog, met de ronddraaiende schijnwerper inbegrepen is dat 104 meter. De trap die naar de top leidt, telt ruim 400 treden.
Het is een van de 56 belforten in België en Frankrijk die tot werelderfgoed van de UNESCO verklaard zijn. Het gebouw werd voltooid in 1932, nadat het oude stadhuis tijdens de Eerste Wereldoorlog volledig verwoest was.